# Novolan
Novolan (albanisch auch Novolani, serbisch Невољане Nevoljane) ist ein Dorf im Kosovo in der Gemeinde Vushtrria. Es liegt südwestlich der Stadt Vushtrria unweit des Flusses Sitnica. In der Nähe verläuft die R-220 zu den Nachbardörfern Bukosh und Vërnica, außerdem liegt im Westen angrenzend Brusnik.
Von den 1366 Einwohnern, die die Volkszählung 2011 für Novolan erfasst hat, bezeichneten sich 1364 (99,85 %) als Albaner, eine Person als Bosniake und eine weitere Person gab eine andere ethnische Zugehörigkeit an.
| Volkszählung | 1948 | 1953 | 1961 | 1971 | 1981 | 1991 | 2011 |
| ------------ | ---- | ---- | ---- | ---- | ---- | ---- | ---- |
| Einwohner    | 612  | 699  | 758  | 982  | 1166 | 1311 | 1366 |